# 東濱裕子
東濱 裕子（ありはま ゆうこ、1984年8月18日 - ）は、沖縄県浦添市出身の元ハンドボール選手。

## 経歴
2003年に日本ハンドボールリーグのオムロンへ加入。
2004年7月のアジア選手権で日本代表に初選出された。同年9月に行われた第45回全日本実業団ハンドボール選手権大会では新人賞を受賞。
2005-06年シーズンは初のベストセブンを受賞。シーズン途中には第17回世界選手権の日本代表に選出された。
2006年は第11回アジア選手権の日本代表に選出。同年11月のジャパンカップにも日本代表として出場した。12月には第15回アジア競技大会の日本代表に選出され、銅メダルを獲得。2006-07年シーズンはリーグ11位の68得点を記録、フィールド得点はリーグ7位タイの67得点を挙げた。
2007年は第12回ヒロシマ国際ハンドボール大会の日本代表に選ばれ、8月に北京オリンピック・アジア予選の日本代表に選出された。同年12月には第18回世界選手権に日本代表として出場。2007-08年シーズンはリーグ11位のフィールド得点（46得点）を記録。シーズン終了後には北京五輪世界最終予選の日本代表に選ばれ、計3試合で9得点を記録した。
2008年は第49回実業団選手権でベストセブンを受賞。11月には第12回アジア選手権の日本代表に選出された。2008-09年シーズンは北國銀行とのプレーオフ決勝で両チーム最多の9得点を挙げ、最高殊勲選手賞を受賞した。
2009年は日韓定期戦や第14回ヒロシマ国際ハンドボール大会の日本代表に選出。同年12月には第19回世界選手権の日本代表に選ばれた。
2010年はジャパンカップ、第15回ヒロシマ国際ハンドボール大会の日本代表に選出。11月に行われた第16回アジア競技大会では日本代表として銀メダルを獲得した。12月には第13回アジア選手権の日本代表に選ばれた。
2011年は日韓定期戦の日本代表に選出。7月には第16回ヒロシマ国際ハンドボール大会の日本代表に選出された。10月にロンドンオリンピック・アジア予選の日本代表に選ばれ、五輪出場権をかけた韓国との最終戦ではチームトップの8得点を挙げたが敗退。12月には第20回世界選手権の日本代表に選出された。
2012年はロンドン五輪・世界最終予選の日本代表に選ばれたものの敗退。同年12月に第14回アジア選手権の日本代表に選出。カザフスタンとの3位決定戦ではチームトップの8得点を挙げ勝利に貢献した。
2013年は日韓定期戦の日本代表に選ばれ、チームトップの5得点を記録。7月には第18回ヒロシマ国際ハンドボール大会の日本代表に選出された。12月に第21回世界選手権の日本代表に選出され、決勝トーナメントに進出。フランスとの準々決勝ではチームトップの5得点を挙げるも敗退した。
2014年は日韓定期戦を兼ねた第19回ヒロシマ国際ハンドボール大会の日本代表に選出。7月の第4回社会人選手権では2008年以来のベストセブンを受賞した。9月には第17回アジア競技大会の日本代表に選ばれ、銀メダルを獲得した。12月に行われた第66回全日本総合ハンドボール選手権大会では北國銀行との決勝で両チーム最多の8得点を記録し、最優秀選手賞を受賞。
2015年は3月に第15回アジア選手権の日本代表に選出。5月に行われた第5回社会人選手権では2年連続でベストセブンを受賞した。10月にリオデジャネイロオリンピック・アジア予選の日本代表に選出。12月には第22回女子世界選手権の日本代表に選ばれた。2015-16年シーズンはプレーオフ決勝で北國銀行に敗れたものの、殊勲選手賞に選ばれた。
2016年3月にリオデジャネイロ五輪・世界最終予選の日本代表に選出。
2018年6月20日に現役引退を発表した。

## 詳細情報

### 年度別成績
| 年      | チーム   | 試合 | フィールド 得点 | 率   | 7m  | 合計   | 警告 | 退場 | 失格 |
| ------- | -------- | ---- | --------------- | ---- | --- | ------ | ---- | ---- | ---- |
| 2007-08 | オムロン | 13   | 46/148          | .311 | 0/0 | 46/148 | 7    | 9    | 0    |
| 2008-09 | オムロン | 15   | 69/147          | .469 | 0/0 | 69/147 | 11   | 9    | 0    |
| 2009-10 | オムロン | 15   | 54/119          | .454 | 0/0 | 54/119 | 7    | 3    | 0    |
| 2010-11 | オムロン | 15   | 61/159          | .384 | 0/0 | 61/159 | 7    | 4    | 0    |
| 2011-12 | オムロン | 14   | 45/94           | .479 | 0/0 | 45/94  | 5    | 0    | 0    |
| 2012-13 | オムロン | 15   | 63/123          | .512 | 0/0 | 63/123 | 5    | 1    | 0    |
| 2013-14 | オムロン | 16   | 40/83           | .482 | 0/0 | 40/83  | 3    | 4    | 0    |
| 2014-15 | オムロン | 18   | 57/136          | .419 | 0/0 | 57/136 | 5    | 6    | 0    |
| 2015-16 | オムロン | 9    | 11/26           | .423 | 0/0 | 11/26  | 3    | 5    | 0    |
| 2016-17 | オムロン | 18   | 42/108          | .389 | 0/0 | 42/108 | 5    | 2    | 0    |
| 2017-18 | オムロン | 24   | 40/110          | .364 | 0/0 | 40/110 | 6    | 6    | 0    |

- 各年度の太字はリーグ最高
- 2006-07年シーズン以前の成績はランニングスコアが公開されていないため省略

### 通算成績
| JHL：15年 | フィールド 得点 | 率   | 7m  | 合計     |
| --------- | --------------- | ---- | --- | -------- |
| JHL：15年 | 665/1543        | .431 | 5/7 | 670/1550 |

- 2017-18年シーズン終了時点

### タイトル・表彰

#### 日本ハンドボールリーグ
- 最高殊勲選手賞：1回 (2008年)
- 殊勲選手賞：1回 (2015年)
- ベストセブン賞：1回 (2005年)

#### 日本選手権
- 最優秀選手賞：1回 (2014年)

#### 社会人選手権
※前身の実業団選手権を含む
- 最優秀新人賞 (2004年)
- ベストセブン：3回 (2008年・2014年・2015年)

### 記録
- 通算200得点：2008年9月28日、対北國銀行戦（福岡市民体育館）[45]
- 50試合連続得点：2009年1月24日、対三重バイオレットアイリス戦（熊本県立天草工業高校体育館）[45]
- 通算300得点：2010年2月20日、対北國銀行戦（金沢市総合体育館）[46]
- 通算400得点：2012年2月19日、対HC名古屋戦（水俣市立総合体育館）[47]
- 通算500得点：2013年10月19日、対三重バイオレットアイリス戦（三重県営鈴鹿スポーツガーデン体育館）[48]
- 通算600得点：2017年1月9日、対飛騨高山ブラックブルズ岐阜戦（水俣市立総合体育館）[49]

## 代表歴

### 日本代表
- オリンピック予選 (北京五輪アジア予選/世界最終予選・ロンドン五輪アジア予選/世界最終予選・リオデジャネイロ五輪アジア予選/世界最終予選)
- 世界選手権 (2005年・2007年・2009年・2011年・2013年・2015年)
- アジア選手権 (2006年・2008年・2010年・2012年・2015年)
- アジア競技大会 (2006年・2010年・2014年)
- 中国国際大会 (2008年)
- ヒロシマ国際大会 (2004年・2007年・2010年・2013年・2014年・2015年)
- ジャパンカップ (2006年・2010年)
- 日韓定期戦 (2009年・2011年・2013年・2014年)

#### 大会別成績
| 年     | 大会                  | 対戦国                       | フィールド 得点 | 率    | 7m  | 合計 | 警告 | 退場 | 失格 |
| ------ | --------------------- | ---------------------------- | --------------- | ----- | --- | ---- | ---- | ---- | ---- |
| 2015年 | リオ五輪 アジア予選   | ウズベキスタン戦             | 2/2             | 1.000 | 0/0 | 2/2  | 0    | 0    | 0    |
| 2015年 | リオ五輪 アジア予選   | 中華人民共和国戦             | 5/8             | .625  | 0/0 | 5/8  | 1    | 1    | 0    |
| 2015年 | リオ五輪 アジア予選   | カザフスタン戦               | 0/0             | -     | 0/0 | 0/0  | 0    | 1    | 0    |
| 2015年 | リオ五輪 アジア予選   | 韓国戦                       | 2/5             | .400  | 0/0 | 2/5  | 0    | 1    | 0    |
| 2015年 | 世界選手権            | デンマーク戦 (予選)          | 0/4             | .000  | 0/0 | 0/4  | 1    | 1    | 0    |
| 2015年 | 世界選手権            | モンテネグロ戦 (予選)        | 0/3             | .000  | 0/0 | 0/3  | 0    | 2    | 0    |
| 2015年 | 世界選手権            | チュニジア戦 (予選)          | 0/0             | -     | 0/0 | 0/0  | 0    | 0    | 0    |
| 2015年 | 世界選手権            | セルビア戦 (予選)            | -               | -     | -   | -    | -    | -    | -    |
| 2015年 | 世界選手権            | ハンガリー戦 (予選)          | -               | -     | -   | -    | -    | -    | -    |
| 2015年 | 世界選手権            | 中華人民共和国戦 (17-20位戦) | -               | -     | -   | -    | -    | -    | -    |
| 2015年 | 世界選手権            | プエルトリコ戦 (19-20位戦)   | -               | -     | -   | -    | -    | -    | -    |
| 2016年 | リオ五輪 世界最終予選 | チュニジア戦                 | 0/0             | -     | 0/0 | 0/0  | 1    | 0    | 0    |
| 2016年 | リオ五輪 世界最終予選 | オランダ戦                   | 0/0             | -     | 0/0 | 0/0  | 0    | 1    | 0    |
| 2016年 | リオ五輪 世界最終予選 | フランス戦                   | 0/1             | .000  | 0/0 | 0/1  | 0    | 0    | 0    |